# Daniel Berlin Krog
Daniel Berlin Krog er en svensk restaurant, beliggende i landsbyen Skåne-Tranås i Tomelilla kommun i Skåne. Den har siden marts 2018 været tildelt to stjerner i Michelinguiden.
Restauranten drives af kokken Daniel Berlin, og blev åbnet i 2009.